# Ghiacciaio Rongbuk
Il ghiacciaio Rongbuk o ghiacciaio di Rongbuk è un ghiacciaio situato in Himalaya, a nord del monte Everest, in territorio tibetano, nella Repubblica Popolare Cinese.
È composto da tre diverse lingue glaciali, una centrale e due laterali, ad est e ad ovest del corpo principale, che confluiscono in essa. Le prime due lingue hanno il loro punto d'origine sull'Everest. Il ghiacciaio scorre verso nord, formando la testata della valle di Rongbuk e presentando il suo fronte più avanzato a poca distanza dal monastero buddhista che domina la valle.

## Geografia
Il braccio orientale del ghiacciaio ha la sua testata sul Colle Nord (7020 m), dove presenta una parete di quasi 400 m, con un'inclinazione che può variare dai 50° ai 70°. Dopo avere aggirato il Changtse, ricevendone i ghiacci, compie una curva verso ovest per confluire nel corpo principale. Il ghiacciaio centrale e quello occidentale, molto più coesi, insieme arrivano a una lunghezza di 22 km; il primo ha il suo apice al Lho La, il punto più basso della cresta occidentale dell'Everest, mentre le cime del Pumori e del Lingtren separano nella sua parte superiore la lingua occidentale dal corpo principale.

## Scoperta
L'alpinista britannico George Mallory fu il primo ad esplorare la lingua centrale e quella occidentale del ghiacciaio mentre cercava una via di salita alla vetta nel corso della spedizione del 1921.
Fu invece il topografo Edward Wheeler, componente della stessa spedizione, che effettuando una serie di rilievi dalla valle di Kharta riuscì a notare la confluenza tra la lingua orientale e il corpo centrale, fornendo la chiave per la salita alla vetta attraverso il Colle Nord. Qualche settimana dopo, Mallory, Bullock e lo stesso Wheeler scavalcarono il passo di Lhakpa La per scendere al ghiacciaio Rongbuk orientale, e di qui riuscirono a raggiungere il Colle Nord, non riuscendo però a proseguire oltre.
La via trovata durante la prima spedizione è ancora quella più percorsa dagli alpinisti provenienti dal Tibet; l'itinerario prevede la salita dalla valle di Rongbuk attraverso il ghiacciaio orientale fino al Colle Nord, e di qui alla cima per la cresta nord-est.

## Ambiente
A partire dal 2007, lo scalatore statunitense David Breashears ha testimoniato il drammatico recesso del ghiacciaio Rongbuk a causa dei cambiamenti climatici. Breashers ha rintracciato e analizzato i documenti della spedizione del 1921, scoprendo una significativa perdita di massa in tutte e tre le lingue del ghiacciaio: in 80 anni si sono persi più di 90 m di spessore.

## Posizione e vista aerea

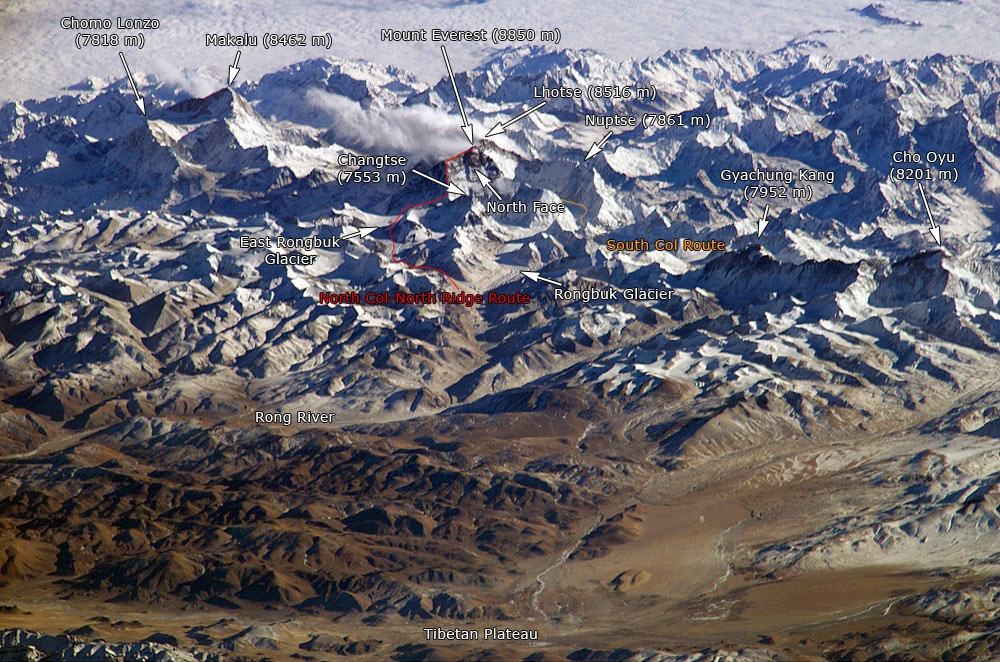
Il ghiacciaio Rongbuk e il monte Everest visti dalla Stazione spaziale internazionale

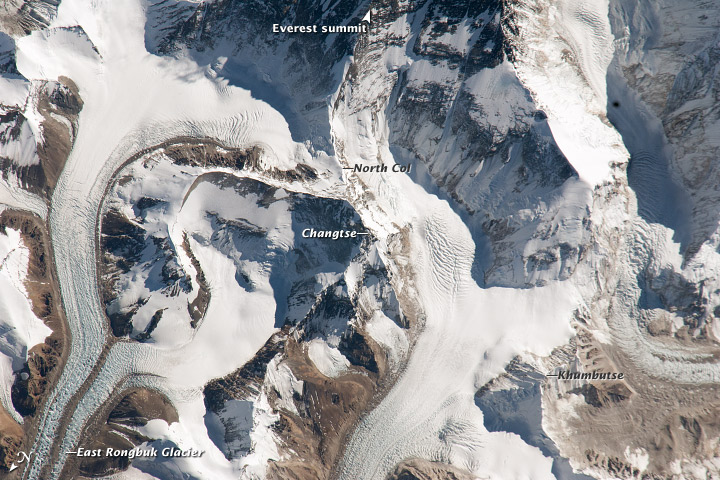
Ghiacciaio East Rongbuk

## Galleria d'immagini

Recente animazione del ghiacciaio, il Monte Everest è in alto a destra
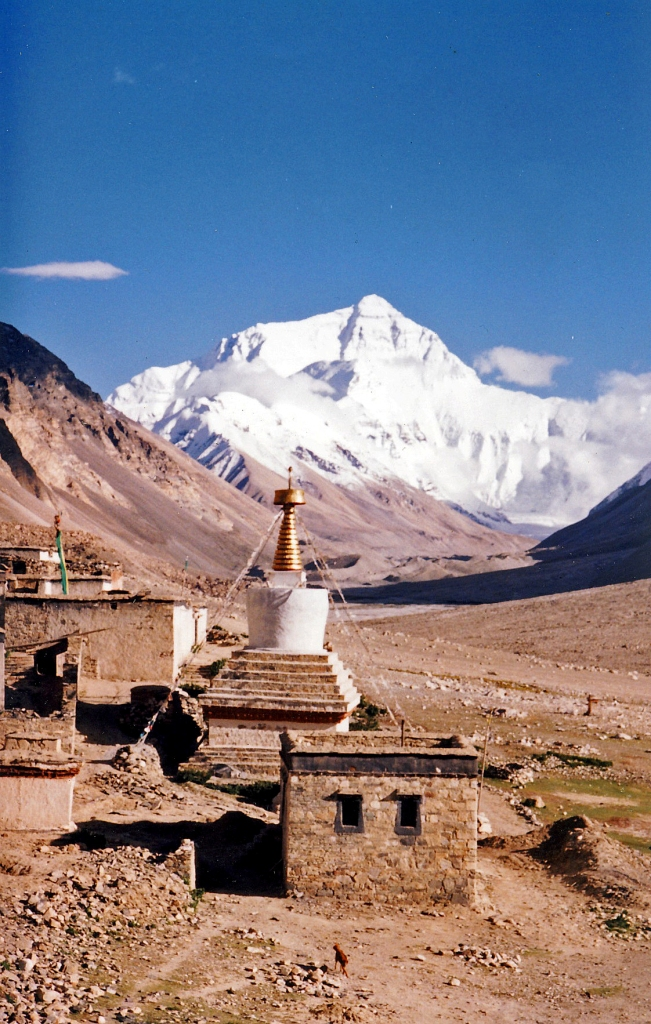
Vista del Monte Everest e del Monastero di Rongbuk